# 安井義博
安井 義博（やすい よしひろ、1938年10月8日 - ）は、日本の実業家。ブラザー工業元会長、現相談役。東邦ガス社外監査役。一般社団法人日本縫製機械工業会副会長。元名古屋商工会議所副会頭。

## 略歴
1938年（昭和13年）10月8日、ブラザー工業創業者安井正義の弟で副社長を務めた安井実一の長男として名古屋市に生を享ける。
1961年（昭和36年）3月に慶應義塾大学工学部を卒業し、翌4月に日本ミシン製造（現・ブラザー工業）に入社。1963年（昭和38年）から翌年にかけてマサチューセッツ工科大学に留学する。その後1974年（昭和49年）に開発部長、1979年（昭和54年）に常務取締役、1983年（昭和58年）に専務取締役を歴任した。
1989年（平成元年）には社長に就任し、2003年（平成15年）に代表取締役会長、2007年（平成19年）に取締役会長、2009年（平成21年）からは相談役となっている。
また、1997年（平成9年）に藍綬褒章、2008年（平成20年）には、 旭日中綬章をそれぞれ受章したほか、2010年（平成22年）には経済産業大臣表彰を受賞している。

## 著書
- 『ブラザーの再生と進化-価値創造へのあくなき挑戦』（2003年、生産性出版） ISBN 4820117742